# Distretto di Pali
Il distretto di Pali è un distretto del Rajasthan, in India, di 1 819 201 abitanti. È situato nella divisione di Jodhpur e il suo capoluogo è Pali.